# Archidiocèse de Tuam
L'archidiocèse de Tuam (irlandais : Tuaim da Gualann ; latin : Tuamensis) est l'un des quatre archidiocèses métropolitains de rite romain que compte l'île d'Irlande. Son titulaire actuel, Francis Duffy (en), siège à la cathédrale Notre-Dame-de-l'Assomption de Tuam.

## Historique
Selon la tradition l'origine du diocèse remonte à  550, toutefois le siège est constitué par synode de Ráth Breasail comme suffragant de l'archidiocèse d'Armagh et le premier évêque attesté est Cathussach ua Conaill mort en 1117. Le siège est élevé au rang d'archidiocèse en mars 1152 lors du synode de Kells-Mellifont au profit de Aed Ua hOissin abbé de Tuam (mort en 1161). Il avait alors comme suffragant: 
- le diocèse d'Achonry,
- le diocèse de Clonfert,
- le diocèse d'Elphin
- le diocèse de Killala,
- le diocèse de Kilmacduagh, et
- le diocèse de Mayo (en) qui sera uni à celui de Tuam par le légat du pape Jean de Salerne en 1202.

Le diocèse d'Annaghdown (en) est probablement crée comme évêché suffragant par le légat du pape Laurent O'Toole lors du synode de Clonfert en 1179. Il couvrait le domaine des Ua Flathbertaig, territoire de l'Iarchonnacht. Son union avec Tuam est finalement décrétée le 17 octobre 1580.

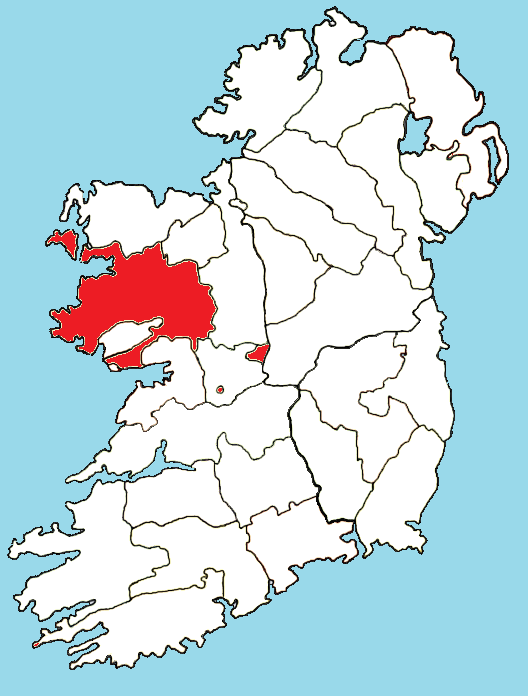
Emplacement de l'archidiocèse en Irlande.
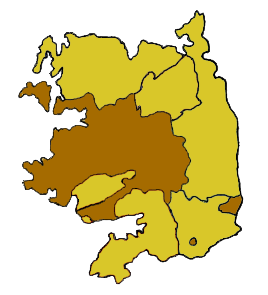
Situation de l'archidiocèse au sein de la province ecclésiastique de Tuam.

## Liste des évêques puis archevêques
- Cathussache Ua Conaill †  1117
- Muiredach Ua Dubthaig (Mauricius) 1134-1150

### Archevêques
- Aed Ua hOissin 1152-1161
- Cadla Ua Dubthaig 1161-1201
- Felix Ua Ruanda 1202 résilie en 1235-1238
- F (?) O Conchobair 1218/1219-1223
- Mael Muire O Lachtain (Marianus) 1236-1249
- Flann Mac Flainn (Florentius) 1250-1256
- Walter de Salerno 1257-1258
- Tommaltach O Conchobair 1258-1279
- Nicol Mac Flainn 1283 (jamais consacré)
- Stephen de Fulbourn 1286-1288
- William de Bermingham 1288-1312
- Mael Sechlainn Mac Aeda (Malachias) 1312-1348
- Tomas Mac Cearbhaill 1348-1365
- Eoin O Grada   1364-1371
- Gregorius O Mochlainn I 1372-1383
- Gregorius O Mochlainn II 1384-1386 (déposé par Urbain VI)
- Uilliam O Cormacain 1386-1393 (nommé par Urbain VI)
- Muirchertach mac Pilib O Ceallaigh (Mauricius) 1393-1407
- John Babingle 1408-1410
- Cornelius 1411 (ne prend pas possession du siège)
- John de Bermingham 1430-1437
- Tomas mac Muircheartaigh 1438-1441
- John de Burgh 1441-1450
- Donatus O Muireadhaigh 1450-1485
- Walter Blake 1483 (ne prend pas possession)
- Uilliam Seoighe 1485-1501
- Philip Pinson 1503-1503
- Muiris O Fihcheallaigh  (Mauricius de Portu) 1503-1513
- Tomas P Maollalaidh  1514-1536
- John MacEvilly 1881-1902
- John Healy 1903-1918
- Thomas Patrick Gilmartin 1918-1939
- Joseph Walsh 1940-1969
- Joseph Cunnane 1969-1987
- Joseph Cassidy 1987-1994
- Michael Neary 1995-2021
- Francis Duffy (en), depuis le 10 novembre 2021

## Source
- (en) T.W Moody, F.X. Martin, F.J. Byrne A New History of Ireland IX Maps, Genealogies, Lists. A companion to Irish History part II . Oxford University Press réédition 2011  (ISBN 9780199593064).